# Contea di Osona
La contea di Osona (in catalano: Comtat d'Osona, in spagnolo: Condado de Osona; in francese: Comté d'Ausona) è stata una delle contee medievali della Catalogna. La sua capitale era il paese di Vic (in latino: Vicus), intorno a cui si estendeva il suo territorio, governato da un conte.

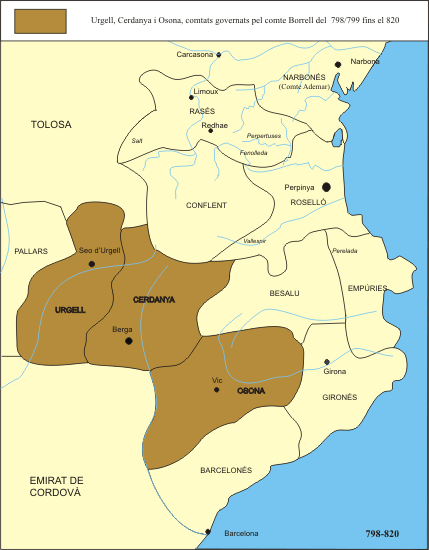
La contea di Osona all'inizio del IX secolo

## Territorio
Il suo territorio inizialmente coincideva con quello della moderna comarca di Ripollès, sino al Massiccio del Montseny e a Tagamanent; comprendeva inoltre la piana di Vic, il territorio intorno a Moià e la comarca di Bages (comarca), da Montserrat a Cardona.

A partire dal X secolo, la graduale Riconquista estese la regione fino a comprendere l'Anoia e la Conca de Barberà, fino ai castelli di Montbui e Santa Coloma de Queralt.

Nell'XI secolo, l'espansione della contea di Osona (spesso sotto il nome di contea di Manresa) continuò, verso la Segarra e il Pla d'Urgell, fino a raggiungere Sidamon, a 16 km da Lleida.

## Storia
Il nucleo iniziale della contea si è formato sulle fondamenta etniche degli antichi Ausetani, e con il villaggio di Osona, incentrato sull'antica città di Ausa o Vic, che nel VI secolo divenne diocesi di Ausa. Dopo la conquista dell'Islam, la contea fu ristabilita dai Franchi, in seguito alla prima liberazione del 798; la contea fu assegnata al conte Borrell (798-820).
La ribellione contro i Franchi sotto il Goto, Aissó, causò la caduta della contea a partire dall'827. La riorganizzazione definitiva della contea iniziò nell'879, con Goffredo il Villoso, che iniziò a ripopolare la zona, con cittadini originari principalmente della Cerdagna. Da quel momento in poi, Osona rimase una quota indivisibile delle contee di Barcellona-Girona-Osona, e fu il principale patrimonio del Casato di Barcellona. 
Dall'827 al 1111, quando le contee di Osona e Besalù furono annesse alla contea di Barcellona il governo della contea fu esercitato dai conti di Barcellona, ad esclusione di alcuni brevi periodi e rimase annessa alla contea di Barcellona sino al 1356.
Nel 1356, il re Pietro III di Aragona creò la nuova contea di Osona in favore del nobile Bernardo III di Cabrera, visconte di Cabrera, che durò pochi anni, in quanto, nel 1364, alla fine politica della casa di Cabrera, tutti i suoi possedimenti furono confiscati. 

Il titolo di Conte d'Osona rimase alla famiglia Cabrera.
Nel 1574 fu acquistato da Francisco de Moncada y Cardona, primo marchese di Aitona.
Nel 1722 il titolo passò per matrimonio al Duca di Medinaceli, che lo detiene ancora oggi.

## Conti di Osona
- Borrell 798–820
- Rampò 820–825
- Bernardo di Settimania 825–826
- Aissó 826–827
- Guillemundus 826–827
- lista Conti di Barcellona 827–939
- Ermengol 939–943
- lista Conti di Barcellona 943–1035
- Guilla (o Guisla) de Lluça 1035–1045 circa
- Guglielmo 1035–1054
- lista Conti di Barcellona 1054–1107
- Jimena 1107–1149
- Bernardo III di Besalú 1107–1111
- lista Conti di Barcellona 1107–1356
- Bernardo III di Cabrera 1356–1368
- lista Conti di Barcellona definitivo